# Schuttrange
Schuttrange (luxemburguès Schëtter, alemany Schüttringen) és una comuna i vila a l'est de Luxemburg, que forma part del cantó de Luxemburg. Inclou les viles de Schuttrange, Munsbach, Neuhäusgen, Schrassig, i Übersyren.

## Població
| Nacionalitat   | Població | %      |
| -------------- | -------- | ------ |
| luxemburguesos | 1.856    | 56,97% |
| Forasters      | 1.402    | 43,03% |
| - portuguesos  | 168      | 5,16%  |
| - francesos    | 157      | 4,82%  |
| - italians     | 104      | 3,19%  |
| - belgues      | 142      | 4,36%  |
| - alemanys     | 204      | 6,26%  |
| - iugoslaus    | 41       | 1,26%  |
| - altres       | 586      | 17,99% |

## Evolució demogràfica
| Any        | Població |
| ---------- | -------- |
| 15/02/2001 | 3.258    |
| 01/01/2002 | 3.256    |
| 01/01/2003 | 3.246    |
| 01/01/2004 | 3.288    |
| 01/01/2005 | 3.291    |